# حقوق الإنسان في الأرجنتين
تأثر تاريخ حقوق الإنسان في الأرجنتين بالحرب القذرة وتبعاتها، فقد كانت الحرب القذرة هي أعمال عنف ترعاها الدولة ضد مواطنين أرجنتينيين منذ عام 1976 إلى عام 1983 وتم تنفيذها بشكل أساسي من قبل الحكومة العسكرية لجورج رافائيل فيديلا التي انتهت قبل سنوات وتحسن وضع حقوق الإنسان في الأرجنتين منذ ذلك الحين.

## تاريخياً
وفقاً لتقرير نونكا ماس الصادر عن اللجنة الوطنية لاختفاء الأشخاص (CONADEP) في عام 1984 فقد «اختفى» حوالي 9000 شخص بين عامي 1976 و1983. وفقاً لبرقية سرية من DINA (مديرية الاستخبارات الوطنية) في بوينس آيرس فإن تقديرات كتيبة الاستخبارات الأرجنتينية رقم 601 في منتصف يوليو عام 1978 والتي بدأت في إحصاء الضحايا في عام 1975 تشير إلى أن عددهم يبلغ 22000 شخص. نُشر هذا التقدير لأول مرة من قبل جون دينجز في عام 2004. كانت تقديرات منظمات حقوق الإنسان تصل إلى 30000. اعترفت المونتونيروس بفقدان 5000 مقاتل واعترفت الERP بمقتل 5000 آخرين. بالمقارنة، تشير قوات الأمن الأرجنتينية إلى 775 حالة وفاة عفوية، في المقابل كان هناك 13500 ضحية للإرهاب اليساري في الأرجنتين.

## احترام سلامة الإنسان

### سلب الحياة التعسفي أو غير القانوني
في حين أن الحكومة أو عملائها لم يرتكبوا أي أعمال قتل بدوافع سياسية إلا أنه هناك تقارير تفيد بأن الشرطة ارتكبت عمليات قتل تنطوي على قوة مفرطة أو غير مبررة. عموماً يتم تعليق الضباط المتهمين بارتكاب مخالفات إدارياً إلى حين الانتهاء من التحقيق. قامت السلطات بالتحقيق في بعض الحالات واحتجازها ومحاكمتها وإدانة للضباط المعنيين.
أفاد منسق المنظمة غير الحكومية لمناهضة قمع الشرطة (CORREPI) أن قوات الأمن التي تستخدم القوة المفرطة قتلت أكثر من 200 شخص كل عام.
في يناير / كانون الثاني 2008 رفعت منظمة الدفاع عن الضحايا المحلية مادرس ديل دولور دعوى قضائية تتهم اثنين من رجال الشرطة بقتل سيرجيو إنسيسو البالغ من العمر 21 عاماً في مقاطعة بوينس آيرس. وقد ظلت القضية معلقة حتى نهاية عام 2008.
ووفقًا لمدريس ديل دولور فقد احتجز قاضٍ خمسة من ضباط الشرطة وقائد شرطة راموس ميخيا في مقاطعة بوينس آيرس لمقتل جاستون دافاو البالغ من العمر 35 عاماً في فبراير بعد تأكيد التشريح الرسمي للجثة بأن الضحية توفي بسبب ضربات متعددة على الجسم والاختناق. ظل مسؤولو الشرطة المعنيون رهن الحبس الاحتياطي حتى نهاية العام.
لا توجد تطورات معروفة في قضية كارلوس مدريد وهو رقيب شرطة في بوينس آيرس خارج الخدمة وكان رهن الحبس الاحتياطي بتهمة مقتل دانييل إزيكيل سيسبيديس في نوفمبر/ تشرين الثاني 2007.
في يوليو / تموز 2008 حكمت محكمة على ضابط الشرطة داريو بوبليت بالسجن مدى الحياة بتهمة قتل أستاذ المدرسة كارلوس فونتيلبا في إبريل / نيسان 2007 خلال إضراب للمعلمين في نيوكوين.
في سبتمبر / أيلول حكمت محكمة مقاطعة خوخوي على ضابط شرطة بالسجن مدى الحياة وآخر بالسجن لمدة أربع سنوات بسبب وفاة ساول مندوزا عام 2006. برأت المحكمة ضابطاً ثالثاً واستمرت في التحقيق مع رابع.
صرحت مجموعات حقوق الإنسان للصحافة أن ضابط الشرطة السابق مارتا يورجيلينا أوفييدو كان يقضي عقوبة السجن مدى الحياة بتهمة قتل أندريا فييرا عام 2002 تحت الإقامة الجبرية.
في أغسطس / آب عام 2008 أعادت الحكومة حسبما أوصت به محكمة البلدان الأمريكية لحقوق الإنسان في عام 2003 فتح تحقيق في مقتل والتر بولاسيو على يد قوات الشرطة في عام 1991. ظلت المحاكمة معلقة حتى نهاية العام.

## الاختفاء
على النقيض من الاختفاء القسري المنهجي للأشخاص الخاضعين للديكتاتورية العسكرية فقد تحسن الوضع إلى حد كبير ولم ترد أي تقارير عن حالات اختفاء ذات دوافع سياسية في عام 2008.
تستمر حتى يومنا هذا الإجراءات القضائية المتعلقة بعمليات القتل والاختفاء والتعذيب التي ارتكبتها الديكتاتورية العسكرية 1976-83. وفقًا لمنظمة حقوق الإنسان وهي مركز الدراسات القانونية والاجتماعية (CELS) فبحلول نهاية عام 2008 كان هناك 255 تحقيقاً قضائياً مستمراً وما يقدر بنحو 508 أشخاص متهمين بارتكاب جرائم ضد الإنسانية خلال حقبة الحرب القذرة. ومن بين المتهمين ظل 358 رهن الاحتجاز السابق للمحاكمة. أدين ما لا يقل عن 14 من موظفي أمن الدولة السابقين وحلفائهم المدنيين بجرائم حقوق الإنسان بما في ذلك حالات الاختفاء القسري والاختطاف. جاء في تقرير صحفي صادر في نوفمبر / تشرين الثاني 2008 لـ Noticias Argentinas والذي جمع معلومات قدمها مكتب المدعي العام الوطني أن 32 فرداً قد أدينوا بسبب جرائم ضد الإنسانية منذ عام 2003 وظل 371 مشتبهاً رهن الحبس الاحتياطي وظل 61 شخصاً فارين من العدالة. في مارس 2008 قررت محكمة اتحادية أن الجرائم التي ارتكبها التحالف الأرجنتيني المناهض للشيوعية قبل وأثناء الديكتاتورية العسكرية كانت جرائم ضد الإنسانية وبالتالي لا تخضع لقانون التقادم.
أعربت الصحافة والمجتمع المدني وعلماء القانون عن قلقهم من أن جهود الحكومة لتحقيق العدالة في جرائم حقوق الإنسان المرتكبة خلال الديكتاتورية العسكرية لا تشمل جماعات حرب العصابات المسلحة التي اتهمت أيضاً بارتكاب انتهاكات خلال نفس الفترة الزمنية. في يناير/ كانون الثاني 2008 أفرجت محكمة عن زوجة وطفلي المسؤول البحري السابق هيكتور فيبريس الذي توفي مسمما بالسيانيد في السجن أثناء مواجهته تهم التعذيب. وما زالوا يواجهون تهماً للاشتباه في أنهم ساعدوا فيبريس على الانتحار. في مارس / آذار أطلقت محكمة فيدرالية سراح اثنين من رجال شرطة خفر السواحل الذين اعتُقلوا بتهم متعلقة بالقضية.